# Morte de Gloria Ramirez
Gloria Ramirez (11 de janeiro de 1963 - 19 de fevereiro de 1994) foi uma estadunidense nascida em Riverside, Califórnia, sendo apelidada pela mídia de "a senhora tóxica" ou "a mulher tóxica" quando vários funcionários do hospital adoeceram após a exposição ao seu corpo e sangue. Antes de dar entrada, ela estava sentindo dores no peito e no estômago. Ela havia sido internada no serviço de emergência enquanto sofria de câncer cervical em estágio avançado. Durante o tratamento de Ramirez, vários funcionários do hospital desmaiaram e outros apresentaram sintomas como falta de ar e espasmos musculares. Cinco funcionários necessitaram de hospitalização, um dos quais permaneceu em uma unidade de terapia intensiva por duas semanas.
Pouco depois de chegar ao hospital, Ramirez morreu de complicações relacionadas ao câncer. O incidente foi inicialmente considerado um caso de histeria em massa. Uma investigação do Laboratório Nacional Lawrence Livermore propôs que Ramirez havia auto-administrado dimetilsulfóxido como um tratamento para a dor, que se convertia em dimetilsulfato, um agente alquilante extremamente tóxico e altamente carcinogênico, por meio de uma série de reações químicas que teriam acontecido enquanto estava sendo atendida no serviço de emergência. Embora essa teoria tenha sido endossada pelo legista do condado de Riverside e publicada na revista Forensic Science International Journal (em português: Revista Internacional da Ciência Forense), ainda é uma questão de debate na comunidade científica.

## Atendimento do serviço de emergência
Pelas 20:15 de 19 de fevereiro de 1994, Ramirez, sofrendo graves palpitações cardíacas, foi levada ao Hospital Geral de Riverside por paramédicos. Ela estava extremamente confusa e sofria de taquicardia e respiração de Cheyne-Stokes.
A equipe médica injetou diazepam, midazolam e lorazepam para sedá-la. Quando ficou claro que Ramirez estava respondendo mal ao tratamento, a equipe tentou desfibrilar seu coração; nesse momento, várias pessoas viram que havia um aparente óleo cobrindo o corpo de Ramirez, e algumas notaram um odor adocicado, semelhante ao de alho, que eles pensavam estar saindo da boca dela. Uma enfermeira da equipe chamada Susan Kane tentou tirar sangue do braço de Ramirez e notou um cheiro semelhante a amônia vindo do tubo.
Ela passou a seringa para Julie Gorchynski, uma médica residente, que notou partículas cor de manila flutuando no sangue. Nesse ponto, Kane desmaiou e foi removida da sala. Pouco tempo depois, Gorchynski começou a sentir náuseas. Reclamando que estava tonta, saiu da sala de trauma e sentou-se à mesa de uma enfermeira. Um membro da equipe perguntou se ela estava bem, mas antes que ela pudesse responder, ela também desmaiou. Maureen Welch, uma fisioterapeuta que estava ajudando na sala de trauma, foi a terceira a desmaiar. A equipe foi então ordenada a evacuar todos os pacientes do serviço de emergência para o estacionamento fora do hospital. No total, 23 pessoas ficaram doentes e cinco foram hospitalizadas. Uma equipe reduzida permaneceu ali para estabilizar Ramirez. Às 20h50, após 45 minutos de RCP e desfibrilação, Ramirez foi declarada morta por insuficiência renal desencadeado pelo câncer. As marcas de sangue sugeriram que a morte não foi causada diretamente pela doença que ela tinha.

## Investigação
O departamento de saúde do condado telefonou para o Departamento de Saúde e Serviços Humanos da Califórnia, que colocou dois cientistas, os drs. Ana Maria Osorio e Kirsten Waller, no caso. Eles entrevistaram 34 funcionários do hospital que estavam trabalhando no serviço de emergência em 19 de fevereiro. Usando um questionário padronizado, Osório e Waller descobriram que as pessoas que desenvolveram sintomas graves, como perda de consciência, falta de ar e espasmos musculares, tendiam a ter certas coisas em comum. As pessoas que haviam trabalhado a menos de um metro de Ramirez e haviam tratado suas linhas intravenosas estavam em alto risco. Mas outros fatores que se correlacionavam com sintomas graves não pareciam coincidir com o cenário em que o corpo que estava exalando: a pesquisa descobriu que os afetados tendiam a ser mulheres e não homens, e todos tinham exames de sangue dados como normais após a exposição. Eles acreditavam então que os funcionários do hospital sofriam de histeria em massa. No entanto os médicos acreditavam que ela tinha ingerido uma substância tóxica.
Gorchynski negou ter sido afetada por uma histeria em massa e apontou seu próprio histórico médico como evidência. Após a exposição, ela passou duas semanas na unidade de terapia intensiva com problemas respiratórios. Ela desenvolveu hepatite e necrose avascular nos joelhos. O perito legista de Riverside contatou o Laboratório Nacional Lawrence Livermore para investigar o incidente. A Livermore Labs sugeriu que Ramirez teria usado dimetilsulfóxido (DMSO), um solvente usado como um poderoso desengordurante, como remédio caseiro para a dor. Os usuários desta substância relatam que isto tem um sabor semelhante ao alho. Vendido na forma de gel em lojas de materiais de construção, também poderia explicar a aparência oleosa do corpo de Ramirez. Os cientistas de Livermore teorizaram que o DMSO no sistema de Ramirez poderia ter se acumulado devido ao bloqueio urinário causado por sua insuficiência renal. O oxigênio administrado pelos paramédicos teria se combinado com o DMSO para formar dimetil sulfona (DMSO2). Sabe-se que o DMSO2 cristaliza à temperatura ambiente, e cristais foram observados em parte do sangue colhido por Ramirez. Choques elétricos administrados durante a desfibrilação de emergência poderiam ter convertido o DMSO2 em dimetilsulfato (DMSO4), o éster dimetílico altamente tóxico do ácido sulfúrico, cuja exposição poderia ter causado alguns dos sintomas relatados pela equipe do hospital local. No documentário criminal do programa The New Detectives (em português: Os Novos Detetives) da Discovery Channel, os cientistas de Livermore acreditavam que a mudança na temperatura do sangue coletado, dos 37 °C do corpo de Ramirez para os 18 °C no interior do serviço de emergência, pode ter contribuído à sua conversão de DMSO2 em DMSO4. Isso, no entanto, não foi confirmado.

## Enterro
Dois meses após a morte de Ramirez, seu corpo já em decomposição foi liberado para uma autópsia e enterro independentes. O serviço legista do condado de Riverside aclamou a conclusão do DMSO proposto em Livermore como a provável causa dos sintomas dos funcionários do hospital, enquanto sua família discordava. O patologista da família Ramírez não conseguiu determinar a causa da morte porque seu coração estava ausente, seus outros órgãos estavam contaminados com matéria fecal e seu corpo estava muito decomposto. Em 20 de abril de 1994 - dez semanas após sua morte - Ramirez foi enterrado no Olivewood Memorial Park, em Riverside.

## Hipóteses levantadas

### Condição da análise técnica forense
A possível explicação química para esse incidente, realizado por Patrick M. Grant, do Centro de Ciências Forenses Livermore, está começando a aparecer nos livros didáticos básicos de ciências forenses. No livro de Houck e Siegel, os autores afirmam que, embora existam alguns pontos fracos, o cenário postulado é "a explicação mais científica até o momento" e que "além dessa teoria, nenhuma explicação confiável foi oferecida para o estranho caso de Gloria Ramirez.
As conclusões e especulações de Grant sobre o incidente foram avaliadas por cientistas forenses profissionais, químicos e toxicologistas, passaram na revisão por pares em um periódico credenciado e revisado e foram publicadas pela Forensic Science International. O primeiro artigo foi muito detalhado tecnicamente e continha dois mecanismos potenciais de reação química que podem ter formado dimetilsulfato a partir de precursores de dimetilsulfóxido e dimetil sulfona. A segunda comunicação deu suporte suplementar ao cenário químico postulado, bem como insights sobre alguns aspectos sociológicos e pessoais inerentes ao caso.

### Exposição à metilamina
Uma teoria alternativa proposta pelo extinto jornal New Times LA (segundo as edições de 21 de maio de 1997 e 17 de setembro de 1997) era que Gloria Ramirez poderia ter sido exposta a produtos químicos precursores como a metilamina usada na produção de metanfetamina. O condado de Riverside tinha sido relatado como um dos maiores pontos de distribuição de metanfetamina nos EUA e, como tal, a teoria acredita que funcionários de hospitais (envolvidos na produção de metanfetamina) estavam contrabandeando produtos químicos precursores em bolsas intravenosas e que um destes poderia ter sido equivocadamente dado a Gloria Ramirez. O elemento chave em apoio a essa teoria é que os precursores da metanfetamina têm um cheiro característico de 'amônia'.[carece de fontes?]